# فرانک بورزیگی
فرانک بورزیگی (انگلیسی: Frank Borzage؛ زاده ۲۳ آوریل ۱۸۹۴ درگذشته ۱۹ ژوئن ۱۹۶۲) هنرپیشه و کارگردان اهل ایالات متحده آمریکا بود.

## بخشی از فیلم‌شناسی
- وداع با اسلحه
- اسرار
- اسرار
- بانو
- پیاده‌روی لاس‌زنی
- تاریخ شب‌ها ساخته می‌شود
- دایره
- دختر بد
- رود
- سه رفیق
- سیر در عرش
- فرشته خیابانی
- مانکن
- ماهیگیر بزرگ
- محموله عجیب